# Source-Seine
Source-Seine és un municipi francès, situat al departament de la Costa d'Or i a la regió de Borgonya - Franc Comtat. L'any 2012 tenia 58 habitants.
L'1 de gener de 2009, es crea per la fusió de dos antics municipis, Saint-Germain-Source-Seine i Blessey.